# Kujalleq
Kujalleq è un comune della Groenlandia di 32 000 km² e 7 151 abitanti (dato 2013). Occupa la parte più meridionale della Groenlandia: a nord e nord-ovest confina con il comune di Sermersooq, a sud-ovest si affaccia sul Mare del Labrador e a sud e a est è bagnato dall'Oceano Atlantico.
Il comune di Kujalleq è stato istituito il 1º gennaio 2009 dopo la riforma che ha rivoluzionato il sistema di suddivisione interna della Groenlandia: i precedenti comuni di Nanortalik, Qaqortoq e Narsaq si sono fusi e hanno formato l'attuale comune di Kujalleq.
All'interno del territorio del comune si trovano il colle Alannguaq Qerrilik e l'isola disabitata di Sermersooq.

## Città/villaggi
- Aappilattoq (132 ab.)
- Alluitsup Paa (278 ab.)
- Ammassivik (74 ab.)
- Eqalugaarsuit (144 ab.)
- Igaliku (55 ab.)
- Nanortalik  (2500 ab.)
- Narsaq (1503 ab.)
- Narsarmijit (97 ab.)
- Qaaqortoq (3229 ab.)
- Qassiarsuk (89 ab.)
- Qassimiut (29 ab.)
- Qorlortorsuak (8 ab.)
- Saarloq (44 ab.)
- Tasiusaq (90 ab.)